# جولیا هیگینز
جولیا هیگینز (انگلیسی: Julia Higgins؛ زادهٔ ۱ ژوئیهٔ ۱۹۴۲)دانشمند اهل بریتانیا است. زمینه تخصصی وی علوم پلیمر می باشد.
وی همچنین برندهٔ جوایزی همچون لژیون دونور (شوالیه)، همکار انجمن سلطنتی، و جایزه هول‌وک شده است.